# Родионычев, Дмитрий Юрьевич
Дмитрий Юрьевич Родионычев (род. 12 января 1999, Балахна, Нижегородская область) — российский хоккеист, защитник.

## Биография
Уроженец Балахны, с шести лет стал заниматься хоккеем в Заволжье, находящемся в 20 километрах, в команде «Мотор». С 2012 года — в нижегородском «Торпедо», в сезонах 2015/16 — 2017/18 играл за команду МХЛ «Чайка». В сезоне 2016/17 также сыграл 15 матчей в ВХЛ за «Саров» и 14 — в КХЛ за «Торпедо», в следующем сезоне в основом выступал за «Саров», проведя также два матча в КХЛ, в сезоне-2018/19 сыграл за «Торпедо» 25 матчей. Сезон-2019/20 отыграл в ВХЛ за «Торпедо-Горький». Сезон-2020/21 пропустил из-за травмы. Затем — игрок команд ВХЛ «Металлург» Новокузнецк (2021/22 — 2022/23), «Югра» (2022/23), «Сокол» Красноярск (2023/24), «Молот» (2 предсезонных матча летом 2024 года), «Юнисон» (2024).